# ديف بوب
ديف بوب (بالإنجليزية: Dave Pope)‏ هو لاعب كرة قاعدة أمريكي، ولد في 17 يونيو 1921 في تالاديغا في الولايات المتحدة، وتوفي في 28 أغسطس 1999 في كليفلاند في الولايات المتحدة.

## وصلات خارجية
- ديف بوب على موقعبيزبول رفرنس.كوم (الدوري الرئيسي) (الإنجليزية)
- ديف بوب على موقعبيزبول رفرنس.كوم (الدوري الثانوي) (الإنجليزية)